# Campionato asiatico femminile di pallacanestro 1997
Il 17º Campionato Asiatico Femminile di Pallacanestro FIBA (noto anche come FIBA Asia Championship for Women 1997) si è svolto a Bangkok in Thailandia dal 27 aprile al 5 maggio 1997. L'edizione era suddivisa in due livelli, con la regola delle promozione-retrocessione.
I Campionati asiatici femminili di pallacanestro sono una manifestazione biennale tra le squadre nazionali organizzato dalla FIBA Asia.

## Squadre partecipanti
- Corea del Sud
- Cina
- Giappone
- Taiwan
- Malaysia
- Giordania
- Thailandia
- Hong Kong
- Indonesia
- Filippine
- Kazakistan
- Kirghizistan

## Risultati

### Livello I
| Squadra       | Partite giocate | Vinte | Perse | Punti fatti | Punti subiti | Differenza | Punti |
| ------------- | --------------- | ----- | ----- | ----------- | ------------ | ---------- | ----- |
| Corea del Sud | 5               | 5     | 0     | 410         | 343          | +67        | 10    |
| Cina          | 5               | 4     | 1     | 465         | 340          | +124       | 9     |
| Giappone      | 5               | 3     | 2     | 445         | 351          | +94        | 8     |
| Taiwan        | 5               | 2     | 3     | 392         | 423          | -31        | 7     |
| Thailandia    | 5               | 1     | 4     | 327         | 462          | −135       | 6     |
| Kirghizistan  | 5               | 0     | 5     | 350         | 470          | −120       | 5     |

### Livello II

#### Gruppo A
| Squadra    | G | V | P | PF  | PS  | DP   | P.ti |
| ---------- | - | - | - | --- | --- | ---- | ---- |
| Kazakistan | 3 | 3 | 0 | 234 | 148 | +86  | 6    |
| India      | 3 | 2 | 1 | 224 | 156 | +68  | 5    |
| Indonesia  | 3 | 1 | 2 | 167 | 212 | -45  | 4    |
| Singapore  | 3 | 0 | 3 | 123 | 232 | −109 | 3    |

### Gruppo B
| Squadra   | G | V | P | PF  | PS  | DP   | P.ti |
| --------- | - | - | - | --- | --- | ---- | ---- |
| Malaysia  | 3 | 3 | 0 | 243 | 112 | +131 | 6    |
| Hong Kong | 3 | 2 | 1 | 213 | 132 | +81  | 5    |
| Sri Lanka | 3 | 1 | 2 | 113 | 206 | -93  | 4    |
| Macao     | 3 | 0 | 3 | 119 | 238 | −119 | 3    |

## Fase finale

### Settimo-Quattordicesimo posto

#### Finale 13º posto
|  | Finale        |               |    |  |
|  |               |               |    |  |
|  | 4 maggio 1997 | 4 maggio 1997 | 77 |  |
|  | Macao         | Macao         | 49 |  |

#### Finale 11º posto
|  | Finale        |               |    |  |
|  |               |               |    |  |
|  | 4 maggio 1997 | 4 maggio 1997 | 61 |  |
|  | Sri Lanka     | Sri Lanka     | 29 |  |

#### Finale 9º posto
|  | Finale        |               |    |  |
|  |               |               |    |  |
|  | 5 maggio 1997 | 5 maggio 1997 | 69 |  |
|  | Hong Kong     | Hong Kong     | 60 |  |

#### Finale 7º posto
|  | Finale        |               |    |  |
|  |               |               |    |  |
|  | 5 maggio 1997 | 5 maggio 1997 | 62 |  |
|  | Malaysia      | Malaysia      | 45 |  |

### Primo-Quarto posto
|  | Semifinali    | Semifinali    | Semifinali |          |               | Finale          | Finale          | Finale          |  |
|  |               |               |            |          |               |                 |                 |                 |  |
|  | Cina          | Cina          | 77         |          |               |                 |                 |                 |  |
|  | Cina          | Cina          | 77         |          |               |                 |                 |                 |  |
|  | Giappone      | Giappone      | 90         |          |               |                 |                 |                 |  |
|  | Giappone      | Giappone      | 90         |          | Corea del Sud | Corea del Sud   | 74              |                 |  |
|  |               |               |            |          | Corea del Sud | Corea del Sud   | 74              |                 |  |
|  |               |               | Giappone   | Giappone | 61            |                 |                 |                 |  |
|  | Corea del Sud | Corea del Sud | Giappone   | Giappone | 61            | 92              |                 |                 |  |
|  | Corea del Sud | Corea del Sud |            |          |               | 92              |                 |                 |  |
|  | Taiwan        | Taiwan        | 77         |          |               | Finale 3º posto | Finale 3º posto | Finale 3º posto |  |
|  | Taiwan        | Taiwan        | 77         |          |               |                 |                 |                 |  |
|  |               |               |            |          |               |                 |                 |                 |  |
|  |               |               |            |          |               | Cina            | Cina            | 101             |  |
|  |               |               |            |          |               | Cina            | Cina            | 101             |  |
|  |               |               |            |          |               | Taiwan          | Taiwan          | 63              |  |

## Classifica finale
| Posizione | Squadra       | Vinte/Perse |
| --------- | ------------- | ----------- |
| Oro       | Corea del Sud | 7-0         |
| Argento   | Giappone      | 4-3         |
| Bronzo    | Cina          | 5-2         |
| 4         | Taiwan        | 2-5         |
| 5         | Thailandia    | 1-4         |
| 6         | Kirghizistan  | 0-5         |
| 7         | Kazakistan    | 4-0         |
| 8         | Malaysia      | 3-1         |
| 9         | India         | 3-1         |
| 10        | Hong Kong     | 2-2         |
| 11        | Indonesia     | 2-2         |
| 12        | Sri Lanka     | 1-3         |
| 13        | Singapore     | 1-3         |
| 14        | Macao         | 0-4         |

## Campione d'Asia
| Campione d'Asia | Campione d'Asia | Campione d'Asia | Campione d'Asia |
| --------------- | --------------- | --------------- | --------------- |
| Corea del Sud   |                 |                 |                 |